# Interkontinentální pohár 1997
Třicátý šestý ročník Interkontinentálního poháru byl odehrán 2. prosince 1997 na Národním stadionu v Tokiu, kde se pravidelně hrál pravidelně již od roku 1980. Ve vzájemném zápase se střetli vítěz Ligy mistrů v ročníku 1996/97 – Borussia Dortmund a vítěz Poháru osvoboditelů v ročníku 1997 – Cruzeiro Esporte Clube.

## Zápas
| 2. prosince 1997 19.10 JST (UTC +9) (4.10 SEČ) |        |                        |                                                           |
| Borussia Dortmund                              | 2 : 0  | Cruzeiro Esporte Clube | Národní stadion, Tokio rozhodčí: José María García-Aranda |
| Zorc 34' Herrlich 84'                          | Report |                        | Národní stadion, Tokio rozhodčí: José María García-Aranda |

| Borussia | Cruzeiro |

|             |    |                      |     |     |
|             |    |                      |     |     |
| B           | 1  | Stefan Klos          |     |     |
| PO          | 7  | Stefan Reuter        | 54' |     |
| SO          | 27 | Wolfgang Feiersinger |     |     |
| SO          | 5  | Júlio César          |     |     |
| LO          | 17 | Jörg Heinrich        |     |     |
| PZ          | 4  | Steffen Freund       |     |     |
| LZ          | 19 | Paulo Sousa          |     |     |
| SZ          | 8  | Michael Zorc         |     | 80' |
| PÚ          | 10 | Andreas Möller       | 18' |     |
| SÚ          | 9  | Stéphane Chapuisat   | 75' |     |
| LÚ          | 11 | Heiko Herrlich       | 83' |     |
| Střídání:   |    |                      |     |     |
| Ú           | 24 | Harry Decheiver      |     | 75' |
| Ú           | 30 | Jovan Kirovski       | 80' |     |
| Trenér:     |    |                      |     |     |
| Nevio Scala |    |                      |     |     |

|                   |    |                  |          |     |
|                   |    |                  |          |     |
| B                 | 1  | Dida             |          |     |
| PO                | 2  | Vítor            |          |     |
| SO                | 13 | João Carlos      | 15', 66' |     |
| SO                | 4  | Gonçalves        |          |     |
| LO                | 6  | Elivélton        |          |     |
| SZ                | 5  | Fabinho          |          |     |
| SZ                | 8  | Ricardinho       |          |     |
| LZ                | 9  | Cleisson         |          |     |
| PZ                | 10 | Roberto Palacios |          | 64' |
| LÚ                | 7  | Bebeto           |          |     |
| PÚ                | 11 | Donizete         |          |     |
| Střídání:         |    |                  |          |     |
| Ú                 | 18 | Marcelo Ramos    |          | 64' |
| Trenér:           |    |                  |          |     |
| Nelsinho Baptista |    |                  |          |     |

| Muž zápasu: Andreas Möller (Borussia Dortmund) |

## Vítěz
| Interkontinentální pohár 1997 Borussia Dortmund (1. vítězství) |